# Ożewo
Ożewo (także Użewo) – jezioro położone na północny zachód od Suwałk w województwie podlaskim, w powiecie suwalskim, w gminie Suwałki, na Pojezierzu Litewskim, na Równinie Augustowskiej. Północno-wschodni brzeg jeziora graniczy z drogą wojewódzką nr 652, która oddziela go od Jeziora Okmin.
Jest to zbiornik wodny polodowcowy rynnowy o wodach oligotroficznych (ubogich w roślinność). Średnia głębokość jeziora wynosi 18,3 m, zaś maksymalna głębina – 55,5 m. Zajmuje ono powierzchnię 55 ha, przy długości 1450 m i szerokości średniej 400 m, a maksymalnej (w środkowej części, na wprost przeciwległych dwu zatok) 625 m. Leży na wysokości 191,3 m n.p.m., w otoczeniu łagodnie sfalowanej równiny, położonej o 20 m wyżej.
Brzegi jeziora (dł. linii brzegowej – 3550 m) – otoczone szpalerem drzew liściastych, głównie olszy – stanowią głównie strome skarpy. Ławica przybrzeżna jest wyłożona kamieniami tworzącymi tzw. kamienne plaże, które występują jeszcze tylko w Jeziorze Hańcza. Przy samych brzegach – wiele głazów.
Jest to jezioro typu sielawowego, którego użytkownikiem jest spółka rybacka.